# E52号線
E52号線 (E52ごうせん、英: European route E52) は、フランスのストラスブールとオーストリアのザルツブルクを結ぶ、欧州自動車道路のAクラス幹線道路。

## 経路
- フランス
  - E25 ストラスブール
- ドイツ
  - ケール
  - バーデン＝バーデン
  - E35 カールスルーエ
  - プフォルツハイム
  - E41 シュトゥットガルト
  - E43 ウルム
  - アウクスブルク
  - E45、E53、E54、E533、E552 ミュンヘン
  - ローゼンハイム
- オーストリア
  - E55、E60、E641 ザルツブルク